# US Oyem
Union Sportive d'Oyem is een Gabonese voetbalclub uit de stad Oyem. Ze spelen in de hoogste voetbaldivisie van Gabon, de Gabon Championnat National D1.